# Morophagoides iranensis
Morophagoides iranensis is een vlinder uit de familie echte motten (Tineidae). De wetenschappelijke naam is voor het eerst geldig gepubliceerd in 1960 door Petersen.
De soort komt voor in Europa.